# Паленичек, Йозеф
Йозеф Паленичек (чеш. Josef Páleníček; 19 июля 1914, Травник, Босния — 7 марта 1991, Прага) — чешский композитор и пианист.

## Биография
Его первое публичное выступление было в возрасте 12 лет в 1926 году в Оломоуце. Учился с 1927 г. в Праге у Карела Хофмайстера (сперва приватно, затем в Пражской консерватории), позднее также у Витезслава Новака. В 1936—1938 гг. совершенствует своё мастерство в парижской Высшей нормальной школе музыки у Альфреда Корто (фортепиано), Альбера Русселя (композиция), Дирана Алексаняна (камерный ансамбль). Одновременно он изучал право в Карловом университете.
В 1934 г. основал Трио имени Сметаны (с 1945 г. Чешское трио), бессменным пианистом и лидером которого оставался до самой смерти. Выступал также дуэтом с виолончелистом трио Сашей Вечтомовым. Известен своими интерпретациями произведений Бедржиха Сметаны, Леоша Яначека, Богуслава Мартину. После Второй мировой войны он также стал членом Коммунистической партии Чехословакии.
Паленичек был назначен профессором в Академии исполнительских искусств в Праге в 1963 году.
Композиторское наследие Паленичека включает три фортепианных концерта, а также концерты для кларнета, саксофона, флейты с оркестром, «Симфонические вариации на воображаемый портрет Ильи Эренбурга» (1971), камерную, хоровую музыку.

## Награды
- 1974 — Государственной премии ЧССР
- 1979 — Народный артист Чехословакии